# Klub piłkarski
Klub piłkarski – klub sportowy, którego głównym – i najczęściej jedynym – celem jest udział w rozgrywkach piłkarskich, organizowanych pod egidą konkretnej federacji (krajowej, bądź kontynentalnej – rzadziej światowej) w stosownej kategorii wiekowej, płci i statusie zrzeszonych w nim osób. Obecnie, kluby piłkarskie są najczęściej klubami jednosekcyjnymi (typowo piłkarskimi), choć mogą również stanowić jedną z sekcji klubu wielosekcyjnego (sekcję piłkarską).
Systematyka klubów piłkarskich ze względu na status zrzeszonych w nim osób:
- Profesjonalne (zawodowe) – działające jako spółki akcyjne lub sportowe spółki akcyjne;
- Półprofesjonalne (półzawodowe) – działające jako spółki akcyjne, sportowe spółki akcyjne, bądź stowarzyszenia kultury fizycznej;
- Nieprofesjonalne (amatorskie) – działające jako stowarzyszenia kultury fizycznej.

Każdy klub piłkarski występuje w rozgrywkach piłkarskich (ligowych różnego szczebla lub pucharowych) kraju, w którym posiada on swoją siedzibę. Dodatkowo najlepsze kluby piłkarskie każdego kontynentu zgłaszane są przez macierzyste federacje piłkarskie do rozgrywek pucharowych danego kontynentu.
Klub piłkarski może posiadać kilka drużyn piłkarskich (pierwszą, drugą, trzecią itd.) w jednej lub różnych kategoriach wiekowych, tj: seniorów, juniorów starszych, juniorów młodszych, trampkarzy starszych, trampkarzy, trampkarzy młodszych, młodzików, żaków, orlików, oldbojów, weteranów.
Obecnie w Polsce działa prawie 6000 klubów piłkarskich, grających na dziewięciu, ośmiu lub siedmiu (w zależności od województwa) poziomach ligowych – od Ekstraklasy po Klasę C.